# Fort du Hâ
Le fort du Hâ, aussi nommé château du Hâ, est une ancienne forteresse de Bordeaux, à l'emplacement de laquelle sont érigés actuellement les palais de justice (Tribunal judiciaire et Cour d'appel), et l'École nationale de la magistrature. Il a été construit par décision du roi Charles VII, immédiatement après la reprise définitive de Bordeaux au roi d'Angleterre en 1453.
Ses deux tours restantes (des Anglais et des Minimes) sont inscrites au titre des monuments historiques le 12 avril 1965.

## Historique

### La fin de la guerre de Cent Ans
Le 17 juillet 1453 se déroule la bataille de Castillon, qui marque la fin de la guerre de Cent Ans. Peu de temps après cette victoire, le roi de France Charles VII ordonne la construction du château Trompette et du Far (devenu du Hâ) pour « tenir aux Bordelais le fer au dos » et pour protéger le pays contre une nouvelle offensive anglaise.
Jean des Vignes est considéré par beaucoup comme l'architecte du château du Hâ. Toutefois, en se fondant sur des similitudes dans les caractéristiques architecturales, le nom de Mathieu de Fortune, constructeur du Château-Neuf de Bayonne, a pu être avancé, Jean des Vignes n'aurait eu alors qu’un rôle financier.
Par ailleurs les frères Bureau (Jean et Gaspard) sont chargés de la surveillance des travaux des châteaux Trompette et du Hâ, secondés dans cette mission par une commission composée de trois autres hommes de confiance (le comte de Clermont, Jean Poton de Xaintrailles et Théodore de Valpergue)
Pour s'être ralliée aux Anglais malgré sa reddition à Dunois en 1451, Bordeaux dut, ainsi que d'autres villes de Guyenne, supporter le coût des constructions.
La première pierre aurait été posée le 24 janvier 1456. Le premier usage du château a été d'abriter une partie des troupes royales constituant la garnison de Bordeaux. Conçus pour un usage défensif, les murs de la tour des Minimes sont épais de 4,40 m.

### Le palais ducal
En 1470 le château du Hâ devient la résidence de Charles de Valois, fait duc de Guyenne par son frère Louis XI. Le château, devenu le siège d'une cour brillante, connut alors une époque de splendeurs jusqu'au décès du monarque qui y mourut le 24 mai 1472.
Le 19 août 1548 se déroule la prise du château du Hâ, où s'étaient réfugiés les percepteurs de la taxe, lors des troubles de la gabelle. Mais le lieutenant général de Guyenne, Tristan de Monenh, est massacré lors de l'intervention de la garnison du Hâ contre les insurgés. La répression est conduite par le connétable Anne de Montmorency, envoyé rétablir l'ordre.
Le 15 décembre 1562, Charles de Coucy, seigneur de Burie, lieutenant général de Guyenne, demande comme logis le château du Hâ dit « la Maison du Roy ». Il ne l'obtiendra qu'en 1563 après le décès d'Antoine de Noailles lequel, bien que maire de Bordeaux, occupait les lieux en qualité de capitaine du Hâ.

### Les guerres de Religion
En octobre 1572, le château sert de refuge aux protestants après la Saint-Barthélemy. Le baron de Merville, alias Jacques d'Escars, gouverneur du Hâ et sénéchal de Guyenne, y abrite notamment Benoist de Lagebaston (pourtant catholique), premier président du parlement de Bordeaux, et Guillaume Leblanc, avocat.
Le 1er décembre 1593, le maréchal de Matignon, lieutenant général de la province, s'empare du château pour éviter que la Ligue ne livre Bordeaux aux Espagnols. Conscient de l'importance de la forteresse, Henri IV avait donné dès le 23 mars 1593 des instructions en vue de « s'asseurer du chasteau du Hâ ».
Le 8 août 1604, Henri IV, craignant toujours que le fort ne serve aux Ligueurs, prit prétexte d'un duel ayant opposé le baron de Merville à un officier du maréchal d'Ornano, lieutenant général de Guyenne, pour ordonner « de faire démolir toute la fortification sans plus y tenir aucune garnison ». Mais le roi arrête les travaux de démolition par lettres patentes du 31 octobre 1604.

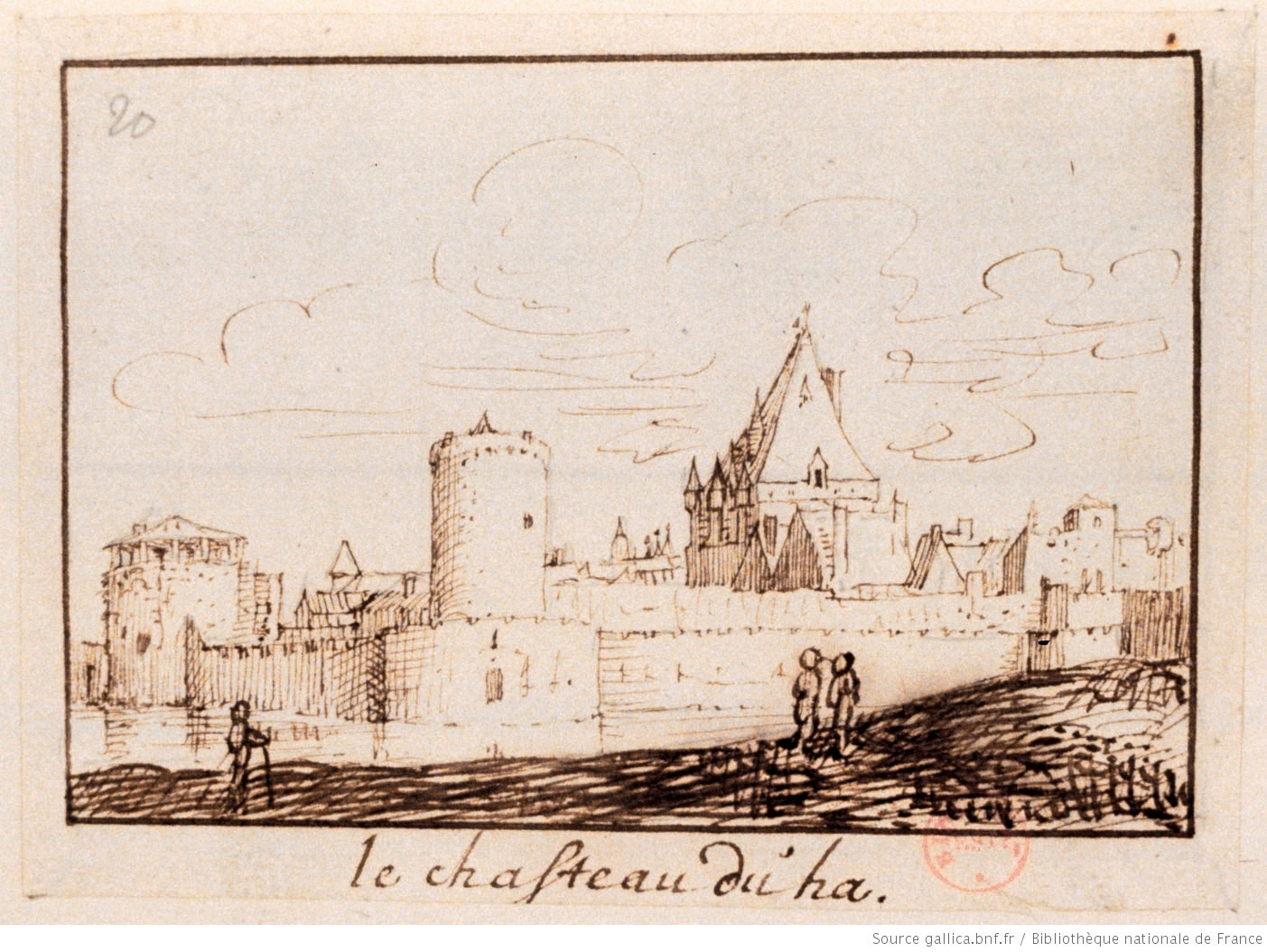
Le château du Hâ vers 1640, par Herman van der Hem.

### Le règne deLouisXIV
En septembre 1650, le château du Hâ participe à la défense de Bordeaux contre le siège des troupes royales sous la Fronde.
En 1654, Louis XIV fait réparer le château et ajouter quelques constructions.
Le 20 avril 1680, l'ingénieur Vauban, maréchal de France, rédige à Bayonne un mémoire sur les travaux à exécuter pour fortifier le « Chasteau du Haa », le château Trompette et le fort Sainte-Croix (ou fort Louis). Quelques transformations sont entreprises.

### LeXVIIIesiècle
En 1731, une prison civile est installée au Hâ[réf. souhaitée].
Le 20 juin 1777, l'empereur germanique, Joseph II, en voyage à Bordeaux incognito, sous le nom de comte de Falkenstein, visite la ville, son théâtre et ses châteaux.
En août 1785, par lettres patentes, Louis XVI ordonne la démolition du château Trompette et, partant, la construction de nouvelles casernes au fort du Hâ. L'édification des nouveaux bâtiments est confiée en novembre 1786 à l'architecte Victor Louis. Ses plans et devis furent acceptés le 18 mars 1788, mais le projet ne sera pas réalisé du fait de la Révolution.

### Pendant la Révolution

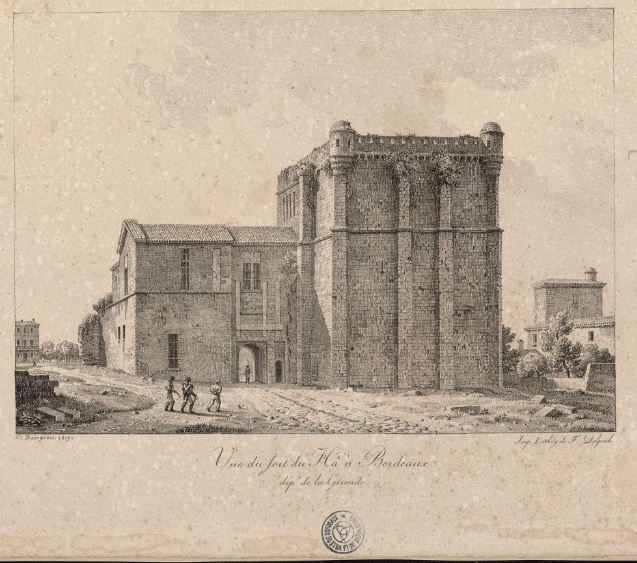
La Tour carrée en 1819.

En septembre 1790, la Tour des Anglais est cédée à la ville, dont les prisons sont pleines.
Le 10 juillet 1791, un décret prévoit la suppression et la vente du fort du Hâ, du fort Louis et du château Trompette. Néanmoins, à la suite des demandes formulées par le directoire départemental, le Hâ est laissé à la disposition du département pour y établir ses prisons.
Pendant la Terreur, le fort du Hâ est bientôt déclaré propriété nationale et devient prison d'État. Nombre des détenus qui y sont incarcérés y attendent leur condamnation à mort par la Commission militaire de Gironde, siégeant dans l'ancienne chapelle des Minimes, jouxtant la prison[réf. souhaitée]. Son président, Jean-Baptiste Lacombe, sera à son tour emprisonné au Hâ quelques jours après la chute de Robespierre le 9 thermidor an II et guillotiné le 14 août 1794.
Parmi les très nombreux prisonniers du Hâ, on citera notamment :
- le journaliste Romain Dupérier de Larsan[17] à qui sa détention du 15 octobre 1793 à fin 1794, inspira un poème héroïco-comique : Les Verroux révolutionnaires[18] ;
- François-Armand de Saige, maire de Bordeaux, guillotiné le 25 octobre 1793, place Nationale ;
- le chroniqueur Pierre Bernadau[19], incarcéré du 18 octobre 1793 au 4 mars 1794 ;
- Antoine Duranthon, avocat au Parlement de Bordeaux devenu, pendant quelques mois de 1792, ministre de la Justice de Louis XVI, décapité le 20 décembre 1793[20] ;
- Thérèse Cabarrus, arrêtée probablement en novembre 1793, en application de la loi des suspects, elle sera sauvée par Tallien, l'un des quatre représentants en mission à Bordeaux, qui ne tardera pas à l'épouser. Sa présence au Hâ est avérée malgré la disparition de tout document officiel[21] ;
- l'architecte Pierre-Jean-Baptiste Thiac (père de l'architecte Joseph-Adolphe Thiac qui fera raser le fort du Hâ en 1835, pour construire à la place, le palais de justice et la prison départementale) fut arrêté en décembre 1793, jugé en mars 1794 et acquitté[20].

### LeXIXesiècle

#### Remplacement du fort par un nouveau tribunal et une prison moderne
En 1835, commencent les travaux de démolition du fort du Hâ en vue de la construction d'un nouveau palais de Justice, le Palais Thiac et de la future prison du Hâ. Ne seront conservées de l'ancien château que les deux tours qui subsistent encore.
Le 19 novembre 1846 a lieu l'inauguration des bâtiments neufs construits par l'architecte Joseph-Adolphe Thiac. La nouvelle prison a été conçue sur le modèle du système pénitentiaire de régime pennsylvanien en vigueur aux États-Unis.

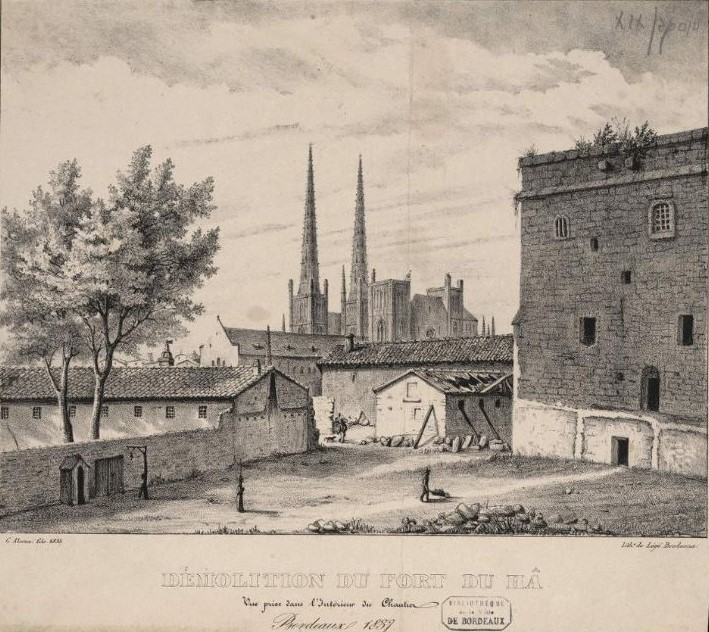
Destruction du fort du Hâ en 1837.
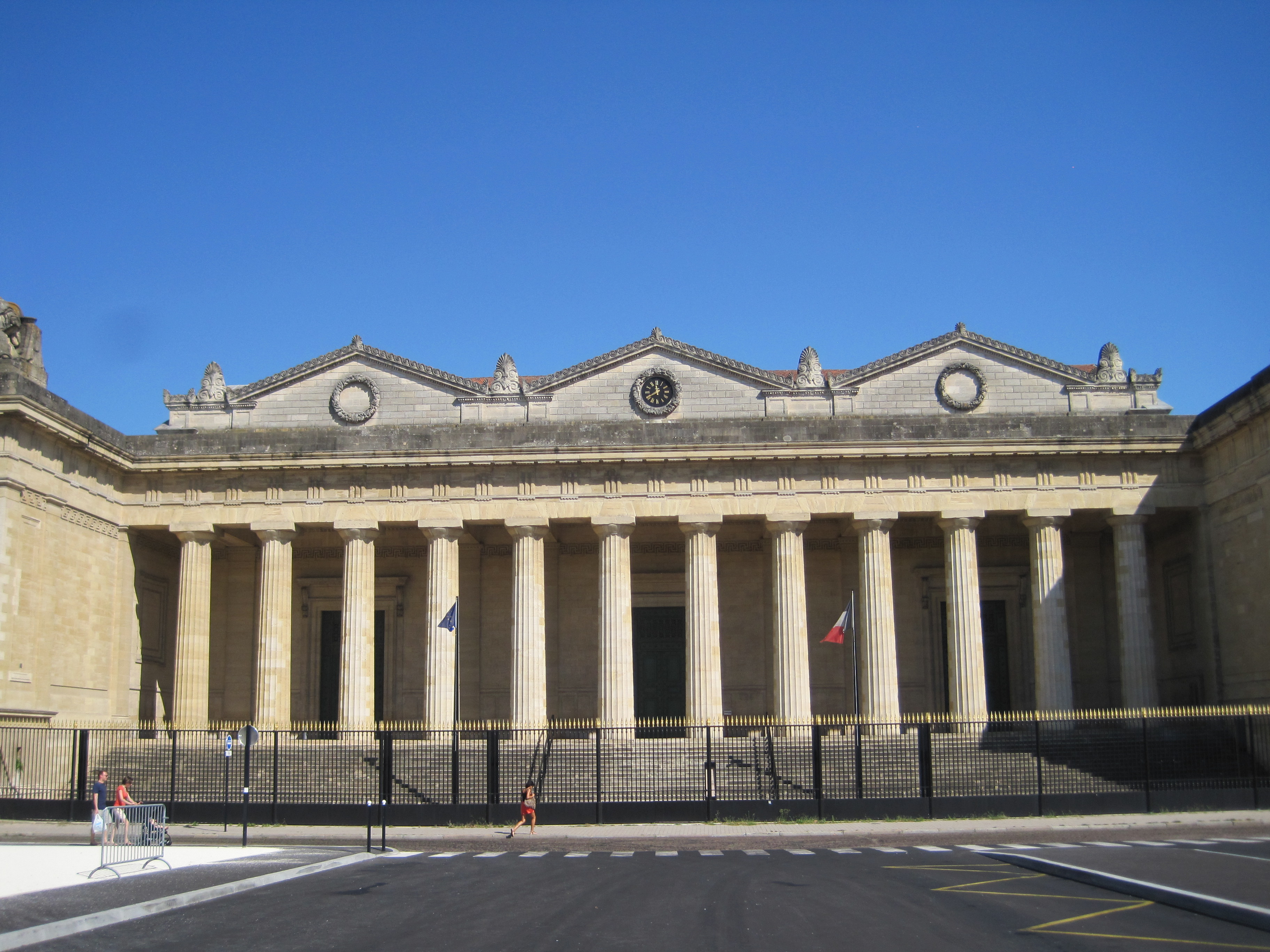
Le palais Thiac, palais de justice achevé en 1846.
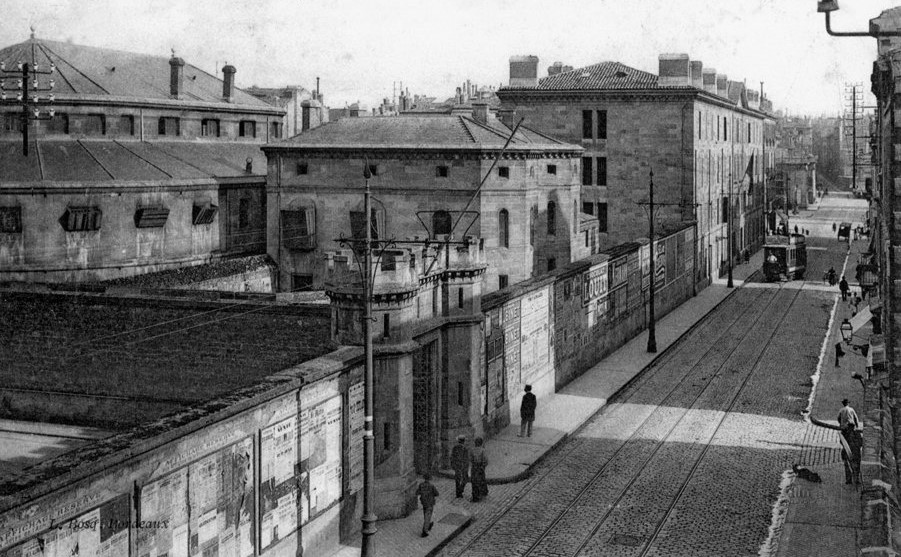
Vue d'une entrée de la Prison du Hâ dans les années 1930.

À la fin du XIXe siècle, les prisons du Hâ ont servi de lieu de rétention pour les femmes de toute la région qui, condamnées par la justice, étaient rassemblées à Bordeaux pour embarquer vers la Nouvelle-Calédonie afin de s’y marier avec d’anciens bagnards devenus colons.

### LeXXesiècle

#### Entre-deux-guerres: lieu des exécutions capitales
À compter de 1918, les exécutions capitales bordelaises eurent toutes lieu dans la cour commune au fort du Hâ et au palais de justice voisin, la seule différence étant qu'avant 1939, pour répondre au besoin de « publicité », l'accès principal était laissé exceptionnellement ouvert — même si des barrages militaires empêchaient la population d'y pénétrer —, et après, le même portail demeurait clos. Au total, six hommes y furent suppliciés en public entre 1918 et 1933, et une femme, Élisabeth Lamouly, et cinq hommes entre 1941 et 1960[réf. souhaitée].

#### Seconde Guerre mondiale: une prison politique
Pendant l'Occupation, les Allemands utilisent le fort comme prison politique pour y enfermer les opposants et les résistants, entre autres Édouard Daladier, Georges Mandel, le prince Louis Napoléon Bonaparte (prétendant au trône impérial), Renée Darriet et Andrée De Jongh, créatrice du réseau d'évasion belgo-français Comète, y furent temporairement détenus.
Lors de son interrogatoire en 1995 Maurice Papon indiqua que « le Fort du Hâ intéressait très étroitement la Préfecture car on se souvenait que les détenus avaient été le vivier des Allemands pour désigner les otages ».

Au Fort du Hâ furent internés des résistants comme Lucien Nouaux (groupe Marc), Robert Darniche, Max Coyne, Raoul Batany, Serge Duhourquet, Paul Cazaux, et des résistantes comme Laure Gatet, Aurore Pica, Andrée Tamise, Paulette Sauboua… Certains furent déportés vers des camps de concentration, d'autres furent  fusillés au camp de Souge. Une plaque commémorative porte l'inscription : 

« Aux Déportés Internés et aux Résistants de la Gironde morts pour la France dans l'univers concentrationnaire nazi 1940-1945. »

De nombreux Juifs furent également détenus au fort du Hâ avant leur transfert vers le camp de Drancy et leur déportation vers les camps d'extermination de Pologne. Parmi-eux: Léon Librach, le cousin de Hersz Librach, survivant de la Shoah, un des témoins pour la partie civile lors de l’affaire Papon, jugée à Bordeaux en 1998.
Un monument de granit gris érigé en 1985 dans la cour, adossé à la tour des minimes, commémore leur souvenir. Il abrite des cendres recueillies dans les camps de concentration.

#### Derniers détenus avant déménagement de la prison
Après la Seconde Guerre mondiale, le fort du Hâ retrouve sa fonction de prison départementale. Parmi les derniers prisonniers célèbres figure Marie Besnard « l'empoisonneuse de Loudun », incarcérée à Bordeaux lors de son second procès qui devait conduire par la suite à l'innocenter. Il y a aussi « les 16 de Basse-Pointe » en 1951, lors de leur procès pour le meurtre de l'administrateur blanc créole de leur habitation. Enfin le parricide René Pons fut guillotiné dans la cour du fort le 21 juin 1960 ; il en fut le dernier condamné à mort.
Le 12 juin 1967, les détenus de la prison du Hâ sont transférés vers la nouvelle maison d'arrêt de Gradignan. Les travaux de démolition ne commenceront cependant que fin 1969.

#### L'école nationale de la magistrature (1972) et Tribunal judiciaire (1998)
En mars 1971, débute le chantier de la nouvelle École nationale de la magistrature (ENM), sur les plans de l’architecte Guillaume Gillet. L’École est inaugurée solennellement le 12 décembre 1972. Son périmètre intègre les deux tours inscrites aux monuments historiques, la tour des Minimes étant transformée en salle de conférences de l'école.
En 1990, un concours est lancé pour la construction du Tribunal judiciaire (ex-Tribunal de grande instance) dans l’ilot judiciaire. Le projet du lauréat (l'architecte Jacques Hondelatte) ayant été annulé, c'est l'architecte anglais Richard Rogers qui remporte le second concours, avec un bâtiment résolument moderne, mis en service en 1998.

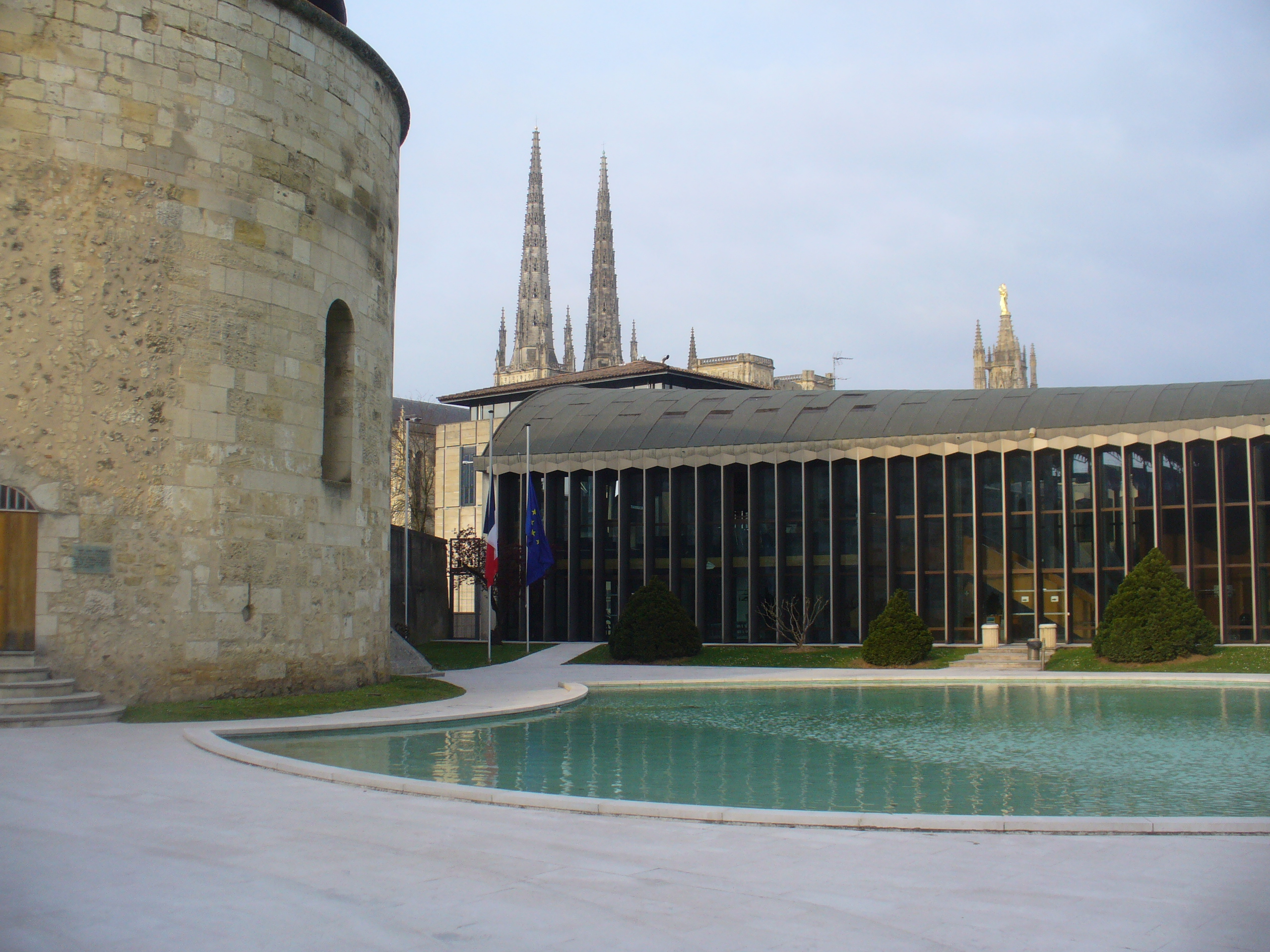
L'école nationale de la magistrature autour de la tour des Minimes.
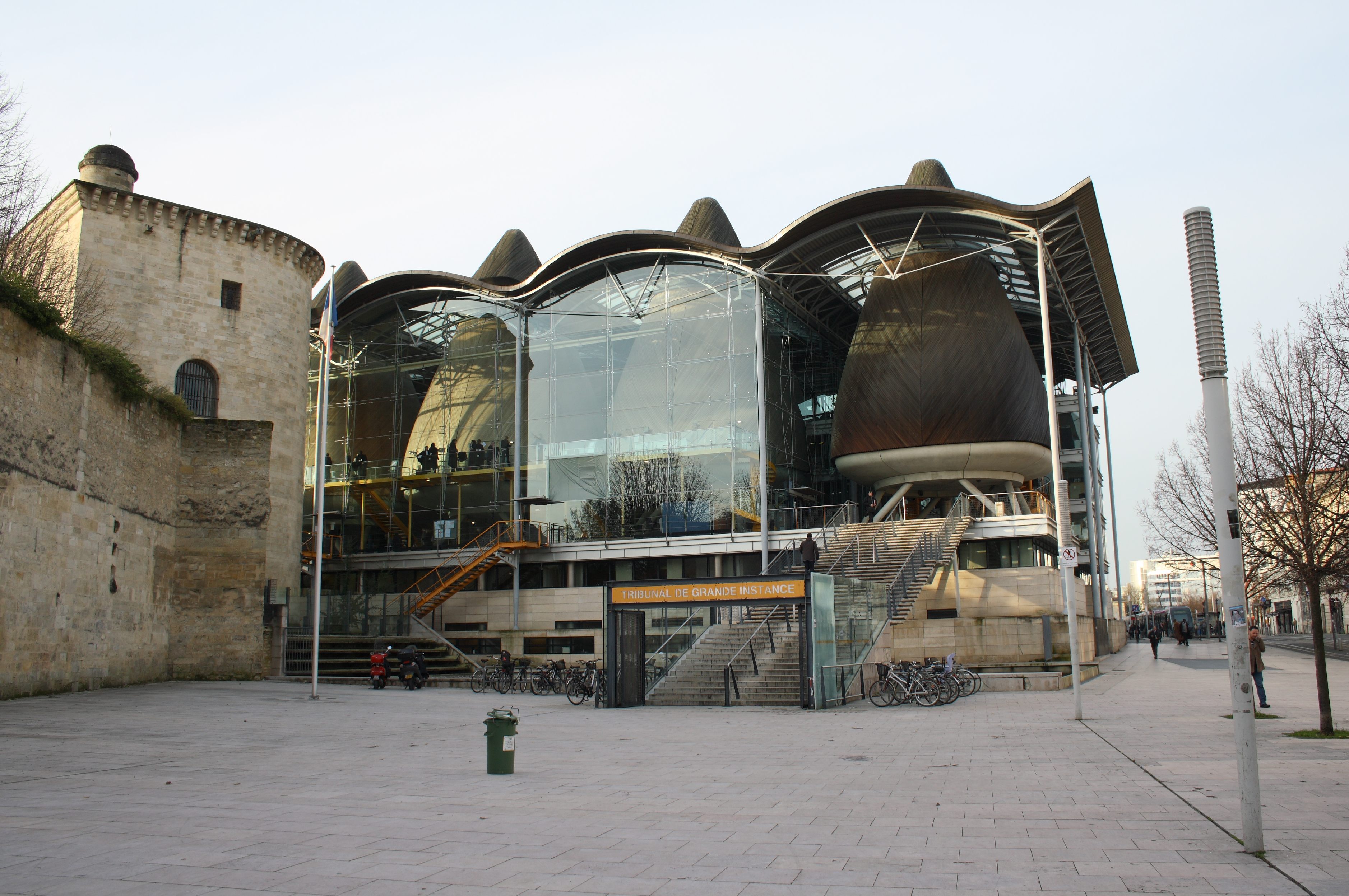
Le tribunal judiciaire, près de la tour des Anglais.

## Vestiges
Du fort du Hâ ne subsistent aujourd'hui que deux tours :
- la tour des Minimes, appelée aussi tour des poudres ;
- la tour des Anglais, appelée aussi tour du Peugue ou tour des Sorcières[27].

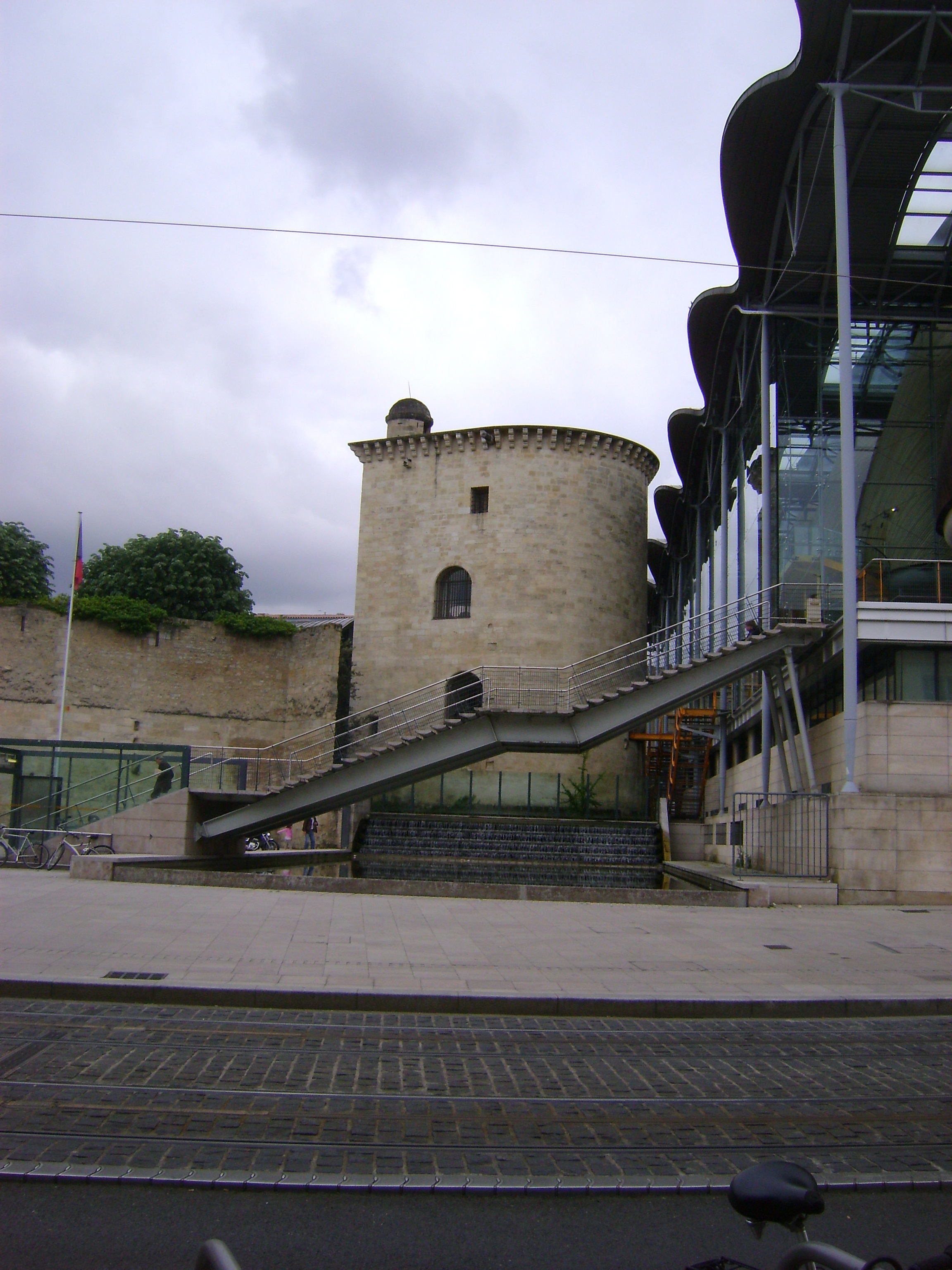
Tour des Anglais.
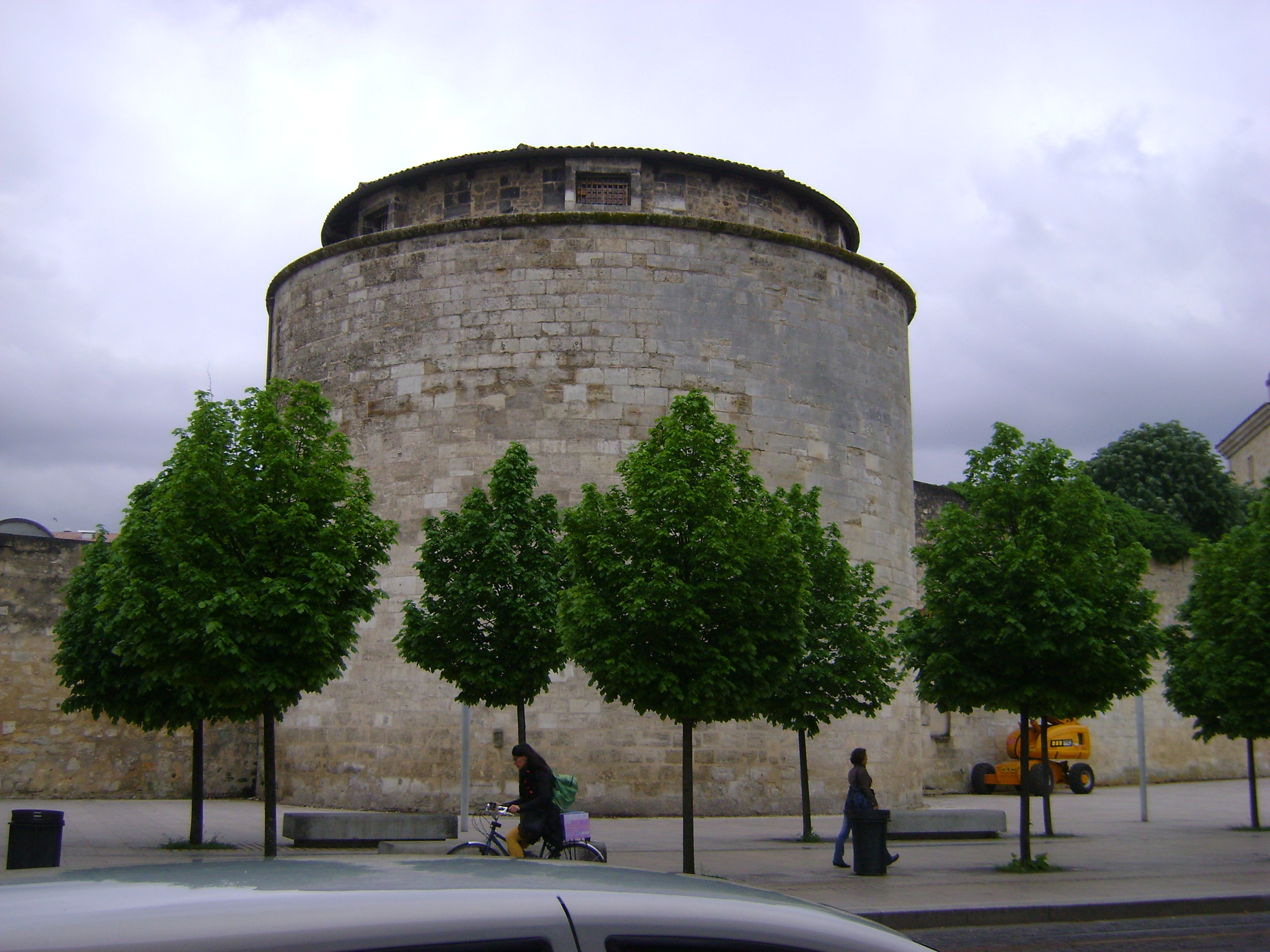
Tour des Minimes.

### Sources bibliographiques
- Maurice Ferrus, Un château historique : Le fort du Hâ, Éditions Feret et fils, 1922
- M. R. Bordes, La vie au Fort du Hâ sous l'occupation, Éditions Bière, 1945
- Nicolas Faucherre, « Le château Trompette et le fort du Hâ, citadelles de Charles VII contre Bordeaux », Revue archéologique de Bordeaux, no XCII,‎ 2001, p. 143-190
- Jean-Jacques Déogracias, Le Fort du Hâ de Bordeaux : Un palais, une prison, un fabuleux destin..., Bordeaux, Éditions Les Dossiers d'Aquitaine, coll. « Mémoire et Patrimoine », 2006, 106 p. (ISBN 2-84622-128-6, lire en ligne)
- Michel Allaix (Directeur adjoint de l'Ecole Nationale de la Magistrature - ENM), Notice historique sur l’ENM et le fort du Hâ, juin 2006, 5 p. (lire en ligne)